# جایزه بزرگ استرالیا ۱۹۲۸
جایزه بزرگ استرالیا ۱۹۲۸ یک مسابقه موتوری بود که در پیست جاده ای جزیره فیلیپ، در استرالیا و در تاریخ ۳۱ مارس ۱۹۲۸ میلادی برگزار شد. این مسابقه اکنون به عنوان اولین جایزه بزرگ استرالیا شناخته می‌شود.
| پیشین: اولین دوره | جایزه بزرگ استرالیا ۱۹۲۸ | پسین: جایزه بزرگ استرالیا ۱۹۲۹ |

## رده‌بندی
نتایج:

### مسابقه اول
| جایگاه | شماره | کلاس | راننده                    | خودرو         | دور | زمان       |
| ------ | ----- | ---- | ------------------------- | ------------- | --- | ---------- |
| ۱      | ۲۴    | D    | جان مک‌کاچن                | Morris Cowley | ۱۶  | ۱س ۵۰د ۱۰ث |
| ۲      | ۲۵    | D    | سیریل دیکسون              | آستین ۱۲      | ۱۶  | ۱س ۵۴د ۰۲ث |
| ۳      | ۱۰    | B    | بارنی دنتری               | Senechal      | ۱۶  | ۱س ۵۵د ۴۴ث |
| ۴      | ۲۶    | D    | بیل لاو                   | Métallurgique | ۱۶  | ۲س ۰۵د ۰۱ث |
| ۵      | ۸     | B    | بیل ویلیامسون             | Riley Nine    | ۱۶  | ۲س ۱۷د ۳۷ث |
| ۶      | ۷     | B    | لس پوند                   | DFP           | ۱۶  | ۲س ۲۴د ۲۹ث |
| Ret    | ۶     | B    | دابلیو آلبرت "ای‌بی" تردیچ | DFP           |     |            |
| Ret    | ۲۳    | D    | لس جنینگز                 | Morris Cowley |     |            |

### مسابقه دوم
| جایگاه | شماره | کلاس | راننده      | خودرو         | دور | زمان       |
| ------ | ----- | ---- | ----------- | ------------- | --- | ---------- |
| ۱      | ۳     | A    | آرتور ویت   | آستین ۷       | ۱۶  | ۱س ۴۶د ۴۰ث |
| ۲      | ۱۴    | C    | آرتور تردیچ | بوگاتی تیپ ۴۰ | ۱۶  | ۱س ۵۴د ۴۵ث |
| ۳      | ۱۵    | C    | جک دی       | بوگاتی تیپ ۳۷ | ۱۶  | ۱س ۵۶د ۲۶ث |
| ۴      | ۵     | A    | کلاری می    | آستین ۷       | ۱۶  | ۲س ۰۳د ۲۴ث |
| ۵      | ۱۶    | C    | جی سی هاتن  | Alvis ۱۲/۵۰   | ۱۶  | ۲س ۰۴د ۲۱ث |
| ۶      | ۲     | A    | تام دیوی    | آستین ۷       | ۱۶  | ۲س ۰۶د ۱۹ث |
| ۷      | 1     | A    | استن کینگ   | آستین ۷       | ۱۶  | ۲س ۰۸د ۳۵ث |
| Ret    | 17    | C    | رون گاردنر  | آلویس ۱۲/۵۰   |     |            |
| Ret    | 18    | C    | اد هون      | استون مارتین  |     |            |